# 林純玉
林純玉（1950年2月20日—），前台灣田徑運動員。曾參加1968年墨西哥奧運及1972年慕尼黑奧運。1970年曼谷亞運時，贏得女子五項全能銀牌。同時林純玉、黃碧雲、梁素嬌、洪梅玉贏得女子4×100公尺接力銅牌。
1973年亞洲田徑錦標賽中，贏得女子五項全能金牌。同時林純玉、機政玉、李秋霞、黃秋綿贏得女子4×100公尺接力銀牌。